# Restoration (Giusto Pio)
Restoration è il terzo album in studio del musicista italiano Giusto Pio, pubblicato nel 1983.

## Descrizione
Scritto in collaborazione con Franco Battiato, Restoration si concede a sonorità più sintetiche rispetto al precedente Legione straniera, sfruttando le caratteristiche di campionamento del nuovo sintetizzatore Fairlight.
Il sottotitolo The Ancient School of Restoration descrive la volontà di integrare elementi delle precedenti stagioni musicali: «Restaurazione: nel senso che è forse venuto il momento di riciclare molti valori e molte idee del passato.» A tal proposito, la title track, di cui è stato realizzato anche un videoclip, è una rielaborazione della Pavane op. 50 di Gabriel Fauré. Il brano Rodolfo Valentino è invece una versione strumentale dell'omonima canzone scritta pochi mesi prima da Pio e Battiato per la cantante siculo-egiziana Farida.
Analogamente a Legione straniera, dell'album non è stata ancora realizzata una ristampa su CD.

## Tracce
Tutti i brani sono di Battiato-Pio.
1. Gente a lavoro – 4:01
2. Happy Morning – 3:40
3. Radio Taxi – 3:42
4. Jour de Fête – 3:46
5. Rodolfo Valentino – 3:16
6. Passato e presente – 3:27
7. El Condor – 3:10
8. Restoration – 3:40

Durata totale: 28:42

## Formazione
- Giusto Pio – violino
- Franco Battiato – voce, cori
- Paolo Donnarumma – basso
- Alfredo Golino – batteria
- Enzo "Titti" Denna – programmazione Fairlight
- Filippo Destrieri – tastiera
- Alberto Radius – chitarra, cori